# Carlo di Schleswig-Holstein-Sonderburg-Glücksburg
Carlo di Schleswig-Holstein-Sonderburg-Glücksburg (Gottorp, 30 settembre 1813 – Luisenlund, 24 ottobre 1878) fu il secondo Duca di Schleswig-Holstein-Sonderburg-Glücksburg.

## Biografia
Carlo era il primo figlio maschio di Federico Guglielmo, duca di Schleswig-Holstein-Sonderburg-Glücksburg e della principessa Luisa Carolina d'Assia-Kassel ed un fratello maggiore di Cristiano IX di Danimarca.
Nel 1831 venne nominato da Federico VI capitano nel Reggimento Fanteria Oldenburg, e, appena tre settimane dopo, il 17 febbraio, ascese al trono ducale alla morte del padre.

### Matrimonio
Sposò la cugina Guglielmina Maria di Danimarca, figlia di Federico VI di Danimarca e di sua moglie Maria Sofia d'Assia-Kassel, il 19 maggio 1838 al Palazzo di Amalienborg a Copenaghen. Guglielmina Maria era l'ex moglie del principe Federico di Danimarca, in seguito Federico VII di Danimarca).
Carlo morì il 24 ottobre 1878 a 65 anni a Luisenlund. La coppia non ebbe figli; in molti credono che la sposa fosse sterile, poiché non ci sono neppure notizie di eventuali aborti o figli nati morti.

## Titoli e trattamento
- 30 settembre 1813 - 6 luglio 1825: Sua Altezza Serenissima il Principe Ereditario di Schleswig-Holstein-Sonderburg-Beck
- 6 luglio 1825 - 17 febbraio 1831: Sua Altezza Serenissima il Principe Ereditario di Schleswig-Holstein-Sonderburg-Glücksburg
- 17 febbraio 1831 - 24 ottobre 1878: Sua Altezza Serenissima il Duca di Schleswig-Holstein-Sonderburg-Glücksburg

## Ascendenza
|                                                                |                            |                                       | Genitori                                               |  |  | Nonni |  |  | Bisnonni                                            |  |  | Trisnonni                                            |  |
|                                                                |                            |                                       |                                                        |  |  |       |  |  | Carlo Antonio di Schleswig-Holstein-Sonderburg-Beck |  |  | Pietro Augusto di Schleswig-Holstein-Sonderburg-Beck |  |
|                                                                |                            |                                       |                                                        |  |  |       |  |  | Carlo Antonio di Schleswig-Holstein-Sonderburg-Beck |  |  | Pietro Augusto di Schleswig-Holstein-Sonderburg-Beck |  |
|                                                                |                            | Sofia d'Assia-Philippsthal            |                                                        |  |  |       |  |  | Carlo Antonio di Schleswig-Holstein-Sonderburg-Beck |  |  |                                                      |  |
| Federico Carlo di Schleswig-Holstein-Sonderburg-Beck           |                            |                                       |                                                        |  |  |       |  |  | Carlo Antonio di Schleswig-Holstein-Sonderburg-Beck |  |  |                                                      |  |
|                                                                |                            | Federica di Dohna-Leistenau           | Alberto Cristoforo di Dona-Listenau                    |  |  |       |  |  |                                                     |  |  |                                                      |  |
|                                                                |                            | Federica di Dohna-Leistenau           | Alberto Cristoforo di Dona-Listenau                    |  |  |       |  |  |                                                     |  |  |                                                      |  |
|                                                                |                            | Federica di Dohna-Leistenau           | Sofia Enrichetta di Schleswig-Holstein-Sonderburg-Beck |  |  |       |  |  |                                                     |  |  |                                                      |  |
| Federico Guglielmo di Schleswig-Holstein-Sonderburg-Glücksburg |                            | Federica di Dohna-Leistenau           |                                                        |  |  |       |  |  |                                                     |  |  |                                                      |  |
|                                                                |                            | Carlo Leopoldo di Schlieben           | Giorgio Adamo III di Schlieben                         |  |  |       |  |  |                                                     |  |  |                                                      |  |
|                                                                |                            | Carlo Leopoldo di Schlieben           | Giorgio Adamo III di Schlieben                         |  |  |       |  |  |                                                     |  |  |                                                      |  |
|                                                                |                            | Carlo Leopoldo di Schlieben           | Caterina Dorotea Finck von Finckenstein-Schönberg      |  |  |       |  |  |                                                     |  |  |                                                      |  |
| Federica di Schlieben                                          |                            | Carlo Leopoldo di Schlieben           |                                                        |  |  |       |  |  |                                                     |  |  |                                                      |  |
|                                                                |                            | Maria Eleonora di Lehndorff           | Ernesto Ahasver di Lehndorf                            |  |  |       |  |  |                                                     |  |  |                                                      |  |
|                                                                |                            | Maria Eleonora di Lehndorff           | Ernesto Ahasver di Lehndorf                            |  |  |       |  |  |                                                     |  |  |                                                      |  |
|                                                                |                            | Maria Eleonora di Lehndorff           | Maria Luisa di Wallenrodt                              |  |  |       |  |  |                                                     |  |  |                                                      |  |
| Carlo, Duca di Schleswig-Holstein-Sonderburg-Glücksburg        |                            | Maria Eleonora di Lehndorff           |                                                        |  |  |       |  |  |                                                     |  |  |                                                      |  |
|                                                                | Federico II d'Assia-Kassel | Guglielmo VIII d'Assia-Kassel         |                                                        |  |  |       |  |  |                                                     |  |  |                                                      |  |
|                                                                | Federico II d'Assia-Kassel | Guglielmo VIII d'Assia-Kassel         |                                                        |  |  |       |  |  |                                                     |  |  |                                                      |  |
|                                                                | Federico II d'Assia-Kassel | Dorotea Guglielmina di Sassonia-Zeitz |                                                        |  |  |       |  |  |                                                     |  |  |                                                      |  |
| Carlo d'Assia-Kassel                                           | Federico II d'Assia-Kassel |                                       |                                                        |  |  |       |  |  |                                                     |  |  |                                                      |  |
|                                                                |                            | Maria di Hannover (1723-1772)         | Giorgio II di Gran Bretagna                            |  |  |       |  |  |                                                     |  |  |                                                      |  |
|                                                                |                            | Maria di Hannover (1723-1772)         | Giorgio II di Gran Bretagna                            |  |  |       |  |  |                                                     |  |  |                                                      |  |
|                                                                |                            | Maria di Hannover (1723-1772)         | Carolina di Brandeburgo-Ansbach                        |  |  |       |  |  |                                                     |  |  |                                                      |  |
| Luisa Carolina d'Assia-Kassel                                  |                            | Maria di Hannover (1723-1772)         |                                                        |  |  |       |  |  |                                                     |  |  |                                                      |  |
|                                                                |                            | Federico V di Danimarca               | Cristiano VI di Danimarca                              |  |  |       |  |  |                                                     |  |  |                                                      |  |
|                                                                |                            | Federico V di Danimarca               | Cristiano VI di Danimarca                              |  |  |       |  |  |                                                     |  |  |                                                      |  |
|                                                                |                            | Federico V di Danimarca               | Sofia Maddalena di Brandeburgo-Kulmbach                |  |  |       |  |  |                                                     |  |  |                                                      |  |
| Luisa di Danimarca                                             |                            | Federico V di Danimarca               |                                                        |  |  |       |  |  |                                                     |  |  |                                                      |  |
|                                                                |                            | Luisa di Hannover                     | Giorgio II di Gran Bretagna                            |  |  |       |  |  |                                                     |  |  |                                                      |  |
|                                                                |                            | Luisa di Hannover                     | Giorgio II di Gran Bretagna                            |  |  |       |  |  |                                                     |  |  |                                                      |  |
|                                                                |                            | Luisa di Hannover                     | Carolina di Brandeburgo-Ansbach                        |  |  |       |  |  |                                                     |  |  |                                                      |  |
|                                                                |                            | Luisa di Hannover                     |                                                        |  |  |       |  |  |                                                     |  |  |                                                      |  |